# Bessilau
Bessilau  ist eine osttimoresische Aldeia im Suco Aissirimou (Verwaltungsamt Aileu, Gemeinde Aileu). 2015 lebten in der Aldeia 373 Menschen.

## Geographie
Bessilau nimmt die gesamte Hälfte Aissirimous im Nordosten ein. Südwestlich liegt die Aldeia Bercati, während sich im Südosten der Suco Saboria, im Nordwesten der Suco Acumau und im Norden die Sucos Talitu, Cotolau und Madabeno befinden. Nur sehr grob folgt die Südostgrenze dem Lauf des Rureda, eines Nebenflusses des Nördlichen Laclós. Unmittelbar hinter der Nordgrenze verläuft die Überlandstraße von der Gemeindehauptstadt Aileu zur Landeshauptstadt Dili. Hier lebt ein Teil der Bevölkerung Bessilaus, unter anderem in den Dörfern Bislau und Airea. An einigen Punkten berührt die Straße die Grenzlinie, doch erst an der äußersten Nordostspitze Bessilaus durchquert die Straße die Aldeia. Hier liegt Talabela, als einziger Ort der Aldeia Bessilau, nördlich der Straße.
Die Ostgrenze bildet der Fluss Berecali, der am Südende von Bericati mit dem von Osten kommenden Huituco den Mumdonihun bildet. Dies sind Nebenflüsse des Nördlichen Laclós. Am Ostufer liegen die Sucos Fahiria und Saboria. Im Nordwesten grenzt Bercati an die Sucos Seloi Craic und Madabeno. Einige Häuser des zu Madabeno gehörenden Dorfes Kotehu liegen auf der anderen Seite der Überlandstraße von Aileu nach  Dili in Bercati. Unweit davon befindet sich südöstlich eine Sendeanlage der Telemor und knapp einen Kilometer südlich davon einige Häuser, die in einer Karte als Anwesen von „Rafiel P Arauju“ eingetragen sind. Hier im Norden entspringt der Berecau, der die gesamte Aldeia durchquert und schließlich mit dem Grenzfluss Rureda den Berecali bildet. Am Rureda im Nordosten reicht das sonst in Bessilau liegende Dorf Aicoarencoa bis nach Bercati hinein. Zumindest befindet sich die Grundschule „Aicoarencoa“ auf der Westseite der Grenze.
Südlich des Zusammenlaufs von Berecau und Rureda liegen am Westufer von Nord nach Süd die Dörfer Bercati (Bercate), Urluli und Uaho. Entlang des Rureda liegen nur noch verstreut einzelne Häuser. Das Zentrum der Aldeia ist unbesiedelt. Während das Land zu den Grenzflüssen hin auf  eine Meereshöhe von unter 500 m absinkt, steigt es bei manchen Gipfeln auf über 1000 m an.

## Politik
2023 wurde Moises Gonzaga zum Chefe de Aldeia gewählt.